# В сърцето на морето
В сърцето на морето (на английски: In the Heart of the Sea) е исторически приключенски драматичен филм от 2015 г., режисиран и продуциран от Рон Хауърд по сценарий на  Чарлз Ливит, базиран на книгата В сърцето на морето: Трагедията на китоловния кораб „Есекс“ от Натаниел Филбрик, разказваща за потъването на американския китоловен кораб „Есекс“ през 1820 г., събитие, което отчасти вдъхновява Херман Мелвил за написването на романа Моби Дик (1851). Филмът, който е международна копродукция между Съединените щати и Испания, е с участието на Крис Хемсуърт, Бенджамин Уокър, Килиън Мърфи, Том Холанд, Бен Уишоу и Брендан Глийсън.
Премиерата на филма е на 7 декември 2015 г. в Ню Йорк, разпространяван от Уорнър Брос Пикчърс. В сърцето на морето получава смесени отзиви от критиците и е боксофис бомба, като печели приходи от 93,9 милиона щатски долара срещу бюджет от 100 милиона.

## Сюжет
През 1850 г. писателят Херман Мелвил посещава Томас Никерсън, последния оцелял от потъването на китоловния кораб „Есекс“, като предлага пари в замяна на историята му. Никерсън първоначално отказва, но най-накрая се съгласява, когато съпругата му се намесва.
Историята се връща назад към 1820 г. Китоловна компания в Нантакет е преоборудвала кораба „Есекс“, за да участва в лов на китове заради доходоносната китова мазнина, а 14-годишният Никерсън се записва като част от екипажа. Собствениците наемат ветерана китоловец Оуен Чейс като първи помощник, но е разочарован, тъй като няма да получи комисионна за капитан. Капитан е Джордж Полард, неопитен моряк от утвърдено китоловно семейство, който завижда на уменията и популярността на Чейс. Чейс и Полард се скарват, карайки капитана да отплава в буря против съвета на Чейс. Двамата се съгласяват да загърбят различията си, вместо да рискуват репутацията си, като се върнат в пристанището без печалба, и скоро екипажът убива първия си кашалот.
Минават три месеца без повече успехи и Полард осъзнава, че в Атлантическия океан не се срещат китове. „Есекс“ плава покрай нос Хорн към Тихия океан, надявайки се на повече късмет да хване един. В Атакамес, Еквадор, екипажът се среща с испански капитан, който казва, че неговият екипаж е открил изобилните „офшорни земи“ на 2000 мили на запад, но твърди, че отмъстителен „бял кит“ е унищожил кораба му, убивайки шестима от хората му. Отхвърляйки историята като мит, Полард и Чейс водят експедицията на запад. Те намират необезпокояваните земи, но когато пускат китоловните лодки, огромен бял кит с белези атакува кораба.
Чейс изстрелва харпун от палубата на „Есекс“, но китът се блъска в корпуса на кораба, убивайки двама мъже. Тъй като помпите не работят, екипажът изоставя потъващия „Есекс“ с трите непокътнати китоловни лодки и трябва да плава стотици мили до брега с много ограничени запаси. Китът следва и атакува отново, но те избягват на малкия остров Хендерсън, Джордж Полард предполага, че това може да е остров Дюси, и признава, че няма начин да бъде сигурен без карта или компас. Докато събира храна, Чейс открива трупове на по-ранни корабокрушенци, след което екипажът се опасява, че те може да умрат, чакайки на острова, преди друг кораб да премине. Само четирима мъже решават да останат, докато останалите отново отплават на лодките с надеждата да се носят по вълните и да намерят по-добри земи. Скоро след това един от мъжете умира и останалият екипаж неохотно решава да го изяде.
По-възрастният Никерсън е обзет от угризения за канибализма си и спира историята си, мислейки, че жена му не би могла да го обича, ако знае за това; обаче, когато съпругата му го утешава, уверявайки го, че все още го обича, той се чувства достатъчно насърчен да продължи. През 1820 г. трите лодки са разделени от теченията и едната е изгубена. Другите двама допълнително прибягват до канибализъм, за да оцелеят, като братовчедът на Полард Хенри Кофин се жертва.
Белият кит внезапно се завръща и Чейс заема позиция за последна атака. Китът пробива за момент, позволявайки на Чейс да види част от хвърления по-рано харпун, все още забит над окото на кита. Чейс се колебае и се взира в лявото око на кита, както китът се взира в Чейс. След момент на размисъл, Чейс сваля харпуна си, решавайки да не убива съществото. След тази среща китът отплува мирно и никога повече не се връща.
Преминаващ кораб спасява лодката на Полард, но лодката на Чейс продължава да се носи без храна и вода. Накрая, с оцелелите на ръба на смъртта, лодката на Чейс достига чилийския остров Алехандро Селкирк. Всички оцелели са върнати обратно в Нантакет, където най-накрая се събират отново със своите семейства. Собствениците на корабите в Нантакет молят Полард и Чейс да покрият историята, за да защитят репутацията на индустрията, но Чейс, решавайки, че му е писнало от тяхната нечестност и че вече не го е грижа за тях, отказва да се съгласи и подава оставка. Полард разкрива истината в разследването.
Никерсън разказва, че кораб е изпратен на остров Хендерсън, за да спаси оцелелите мъже там. Чейс продължава да плава по моретата и става капитан на търговски кораб, което жена му казва по-рано, че няма да промени любовта си към него. Полард ръководи друга експедиция, за да намери и убие кита, но така и не успя да намери животното. Неговият кораб засяда край Хавайските острови и той е принуден да се оттегли. Мелвил започва да пише своя роман „Моби Дик“, като започва с написването на първия ред: „Именувайте ме Ишмиъл“.

## Актьори
- Крис Хемсуърт – Оуен Чейс
- Бенджамин Уокър – Джордж Полар-младши
- Килиън Мърфи – Матю Джой
- Том Холанд – Томас Никерсън (млад)
  - Брендан Глийсън – Томас Никерсън (възрастен)
- Бен Уишоу – Херман Мелвил
- Мишел Феърли – Г-жа Никерсън
- Гари Бийдъл – Уилям Бонд
- Франк Дилейн – Хенри Кофин
- Едуард Ашли – Барзилай Рей
- Шарлот Райли – Пеги Чейс
- Доналд Съмптър – Пол Мейсън
- Джейми Сийвс – Айзък Коул
- Джоузеф Моул – Бенджамин Лорънс
- Пол Андерсън – Калеб Чапъл
- Лука Тоси – Уилям Райт
- Сам Кийли – Рамсдел

## Продукция

### Кастинг
Филмът е процес на разработка от 2000 г., като Бари Левинсън ще го режисира за Мирамакс.
Крис Хемсуърт е избран за главната роля на Оуен Чейс през юни 2012 г. Том Холанд печели ролята на младия Никерсън през април 2013 г. Килиън Мърфи подписва договор за ролята на Матю Джой през юни 2013 г. Преди Бенджамин Уокър да изиграе капитана, за ролята се явяват Бенедикт Къмбърбач, Том Хидълстън и Хенри Кавил.
Близо 200 дървени бъчви са изработени за филма от Алистър Симс, майстор бъчвар, който също се появява във филма, правейки бъчвите на кораба.

### Заснемане
Записите започват през септември 2013 г. в Лондон и в Уорнър Брос Студиос, Лийвсдън в Хартфордшър, Англия. Също така записи се провеждат и на място на остров Гомера, а някои сцени в Лансароте, на Канарските острови, Испания. За сцените на бурята екипът построява резервоар за вода в Лийвсдън Студиос, където е построена палуба върху кардан, за да имитира височината на буря. За да се получи правилния ефект, 500 галона (1892 литра) студена вода са изстреляни от оръдия.
В един момент актьорите и екипът са принудени да се оттеглят в хотела си заради буря край Канарските острови, която предизвиква наводнение. Снимките са спрени за ден и половина, като снимачният период е удължен до 73 дни.
В интервю Хемсуърт казва, че за да се подготвят за ролята на гладуващи моряци, актьорите са били на диета от 500-600 калории на ден, за да отслабнат. Хемсуърт сваля теглото си от 97,5 на 79,3 кг, за да изиграе Оуен, казвайки, че В сърцето на морето е „физически и емоционално най-трудният филм, в който съм участвал. Свалянето на теглото до такива килограми – не искам да си го причинявам отново, макар че имаше такъв емоционален ефект върху нас. В някакъв смисъл се чувствахме сякаш правим това, което тези мъже са правили, за да достигнат до справедливостта“.

### Музика
Роке Баньос композира музиката към филма. Той е препоръчан от Ханс Цимер, който първоначално е поканен.